# 재일교포유학생 간첩 조작 사건
재일교포유학생 간첩 조작 사건, 또는 11·22 사건은 1975년 11월 22일 중앙정보부 대공 수사국장이던 김기춘에 의해 발표된 공안 사건이다.
재일동포 13명을 포함하여 총 21명이 간첩으로 기소되었다. 중앙정보부에 의해 조작된 사건으로, 이후 진실화해위원회의 재심 권고를 통해 관련자들이 무죄를 선고받았다.

## 배경
1972년 유신헌법발표 이후로 박정희 정부에 대한 반감이 높아지자 중앙정보부는 연이어 조작된 간첩사건을 일으켜 위기를 타개하려 하였다.
특히 자신을 방어할 수 있는 능력이 떨어지는 약자들이나 정권에 비판적인 사람들이 피해자가 되는 경우가 많았는데, 재일동포도 이에 해당되었다.
1971년 서승, 서준식 형제의 간첩 조작사건을 필두로 보안사와 중앙정보부에서 수 차례에 걸쳐 재일동포를 간첩 조작에 이용하였다.

## 사건
1975년 11월 22일, 중앙정보부 대공수사국장 김기춘은 "북괴의 지령에 따라 모국 유학생을 가장하여 암약해온 간첩들이 국내 대학에 침투, 통일혁명당 지도부를 학원 안에 구성했다"면서 이른바 학원침투 간첩단 검거를 발표했다.
이에 따라 간첩죄로 백옥광, 김오자, 김철현, 김종태, 최연숙, 김명수, 김원중, 허경조, 이원이, 장영식, 장명옥, 강종헌, 김동휘, 김삼랑이 구속되었고, 간첩방조죄로 전병생, 김정미, 노승일이, 반공법 위반으로 나수현, 박준건, 김준흥, 박명조가 구속 기소되어 총 21명이 송치되었다.
이후 12월 보안사에 의해 강종헌, 이철, 이수희, 조득훈, 이동석, 양남국이 추가로 구속되었다.
1976년 대법원의 판결을 통하여 이들 중 4명에게는 사형이 선고되었고, 대부분의 다른 피해자들에게도 징역형이 선고되었다 (대법원 76도4262, 76도3096 판결 등).

## 재조사 및 이후 경과
2010년~2011년에 걸쳐 진실화해위원회의 재심 권고가 지속적으로 내려졌고, 2010년 7월 김동휘를 시작으로 피해자들이 잇달아 재심을 청구했다. 이후 사망하거나 생사를 알 수 없는 피해자를 제외하고는 계속해서 재심 재판이 진행되고 있으며, 무죄가 선고되고 있다.
2017년 1월 14일 SBS는 《그것이 알고싶다》를 통해 김기춘의 공직생활을 재조명하며 이 사건에 대한 내용을 보도하였다. 2019년 6월 문재인 대통령은 재일동포 간담회에서 재일동포 유학생 간첩 조작사건에 대한 공식적인 사과를 하였다.

## 같이 보기
- 김기춘
- 민청학련 사건
- 인혁당 사건
- 자백 (2016년 영화)